# Alte Meißner Straße

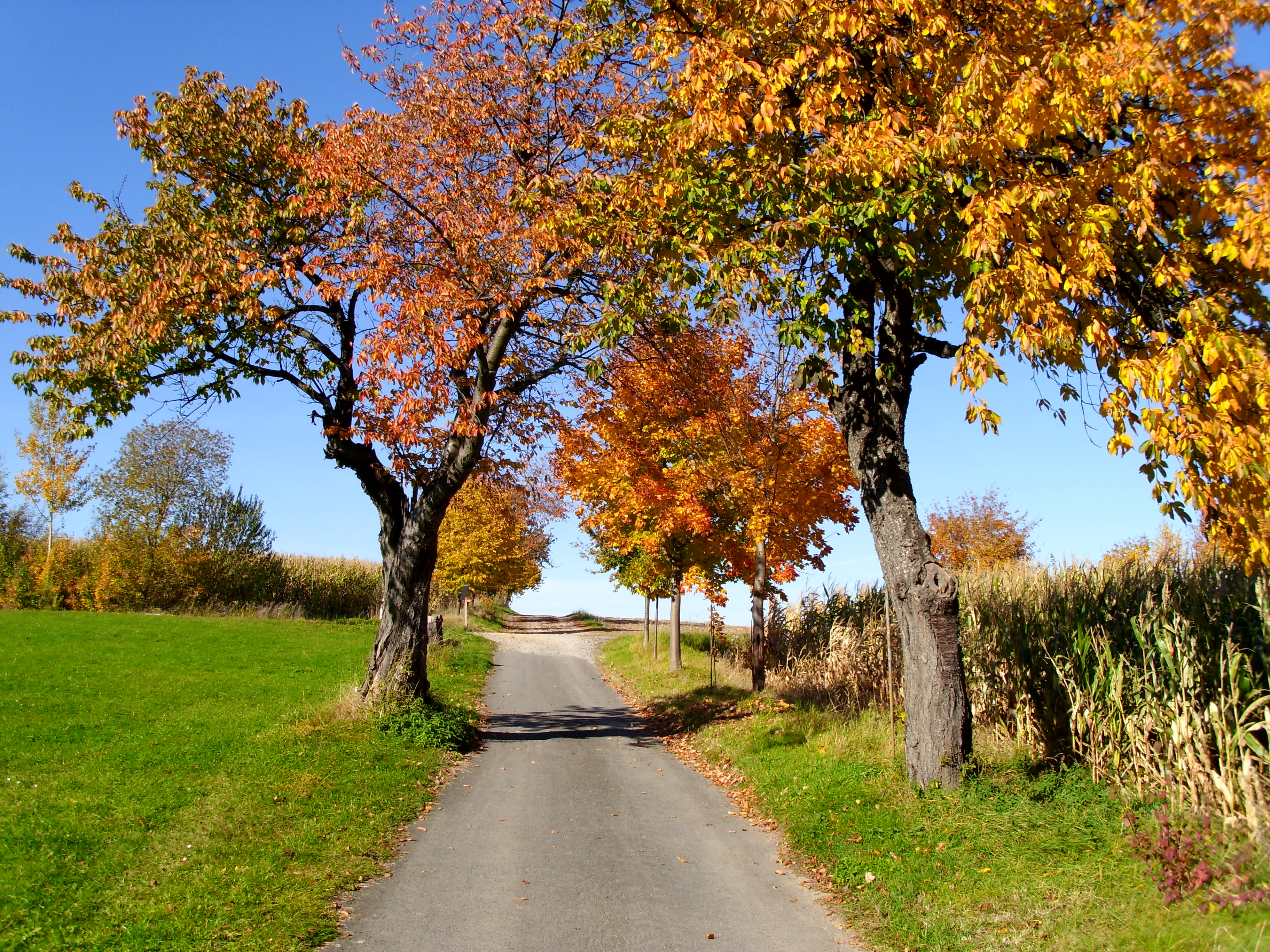
Alte Meißner Straße in Seifersdorf

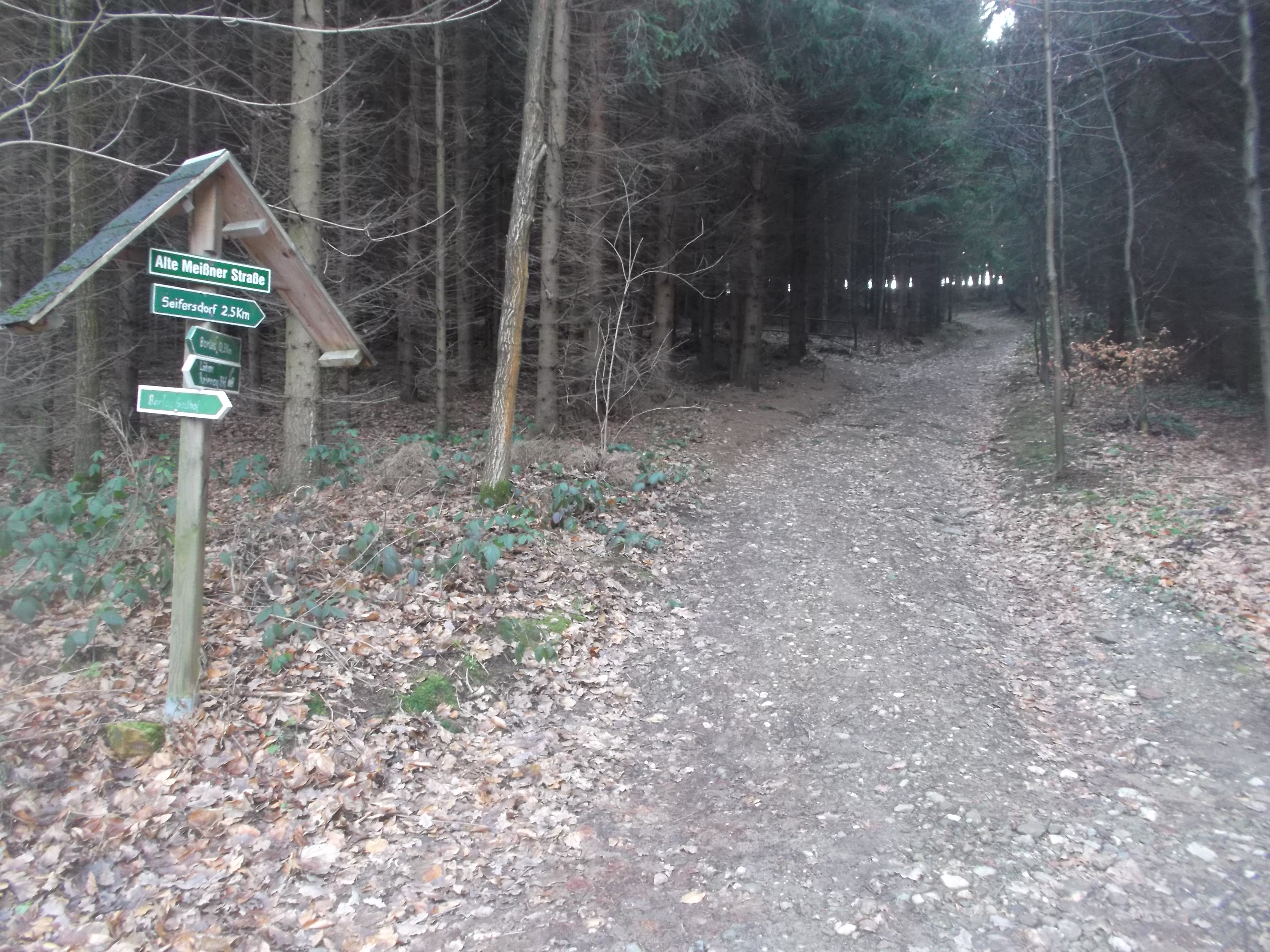
Alte Meißner Straße nahe Borlas bei Seifersdorf

Die Alte Meißner Straße war eine sechs Kilometer lange, historische Handelsstraße von der historischen Butterstraße zwischen Somsdorfer Höhe bei Freital-Somsdorf und der Viehweghöhe bei Borlas nach der Ortschaft Seifersdorf im Landkreis Sächsische Schweiz-Osterzgebirge. Ihr Name nimmt Bezug auf die etwa 35 km nordwestlich liegende Stadt Meißen, in deren Verwaltungsgebiet die Gegend lag.

## Geschichte
Auf einer Karte aus dem Jahre 1762 ist die Alte Meißner Straße schon eingezeichnet, auf den Berliner Meilenblättern, wo ihr Verlauf eingezeichnet und wo sie auch als „das Tharander Sträsgen auch Sträschen“, bezeichnet wird. Aus dieser Zeit ist als markanter Straßenbaum die Friedenslinde im Langen Grund erhalten geblieben.
Nach einem 1838 niedergeschriebenen Schriftstück wurde über diese Straße täglich Material aus Döhlen zum Eisenhammer nach Obercarsdorf transportiert. Dabei kam es vor allem in den Wintermonaten zu Problemen beim Fortkommen am steilsten Wegabschnitt in Seifersdorf. Die Straße diente Fuhrwerken für andere Waren als Zubringer zu oder von der Butterstraße (Dresden – Pretzschendorf/Frauenstein).

### Bedeutungsverlust
Im Februar 1875 wurde der auf den Somsdorfer Höhen gelegene Wegabschnitt von der Butterstraße bis zur Ortsverbindungsstraße Borlas–Lübau (heutige Kreisstraße K9017) entwidmet und zum Feldweg degradiert.
Der Abschnitt von Borlas bis Seifersdorf ist bis heute als Wander- und Landwirtschaftsweg sowie auch als Straße bestehend.
Am 28. Dezember 1903 wurde die Alte Meißner Straße auf Seifersdorfer Flur zwischen der Seifersdorfer Dorfstraße (Bergstraße) bis zur Ortsverbindungsstraße Paulsdorf-Seifersdorf (Paulsdorfer Straße) der Öffentlichkeit gesperrt und diente danach noch als privater Wirtschaftsweg. Im Zuge der Flurzusammenlegung der örtlichen LPG wurde dieser Wirtschaftsweg um 1960 im Bereich des Vorderen Grunds weggeackert.

## Verlauf

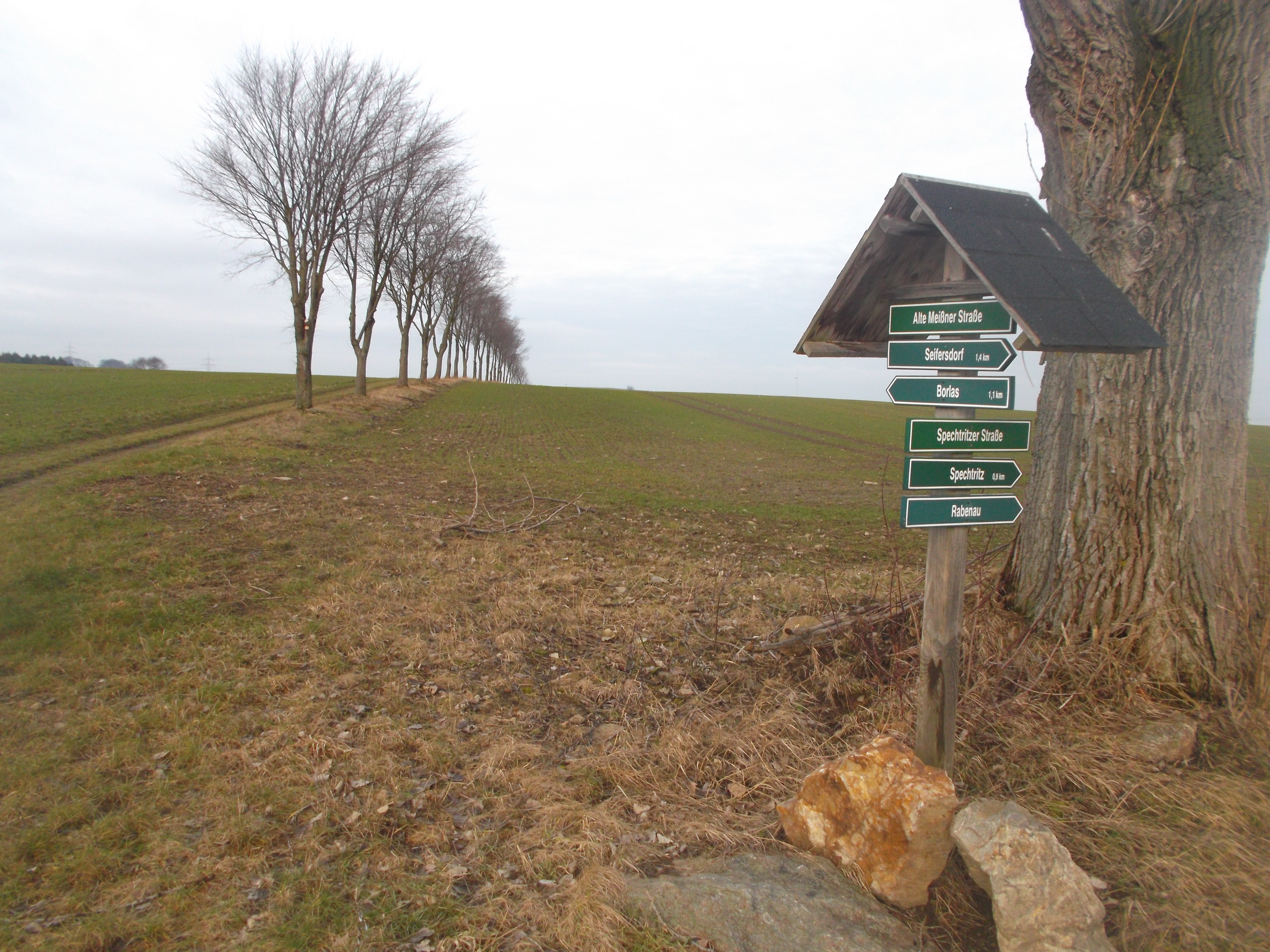
Alte Meißner Straße bei Seifersdorf

Abgehend von der Butterstraße zwischen Somsdorfer Höhe und der Viehweghöhe verlief sie entlang der Gemarkungsgrenzen von Lübau und Borlas auf Borlaser Flur. Sie mündete auf die Ortsverbindungsstraße von Lübau nach Borlas und verläuft mit dieser bis Borlas. Vorbei an einem steinernen Wegweiser aus dem Jahre 1812 verläuft sie über die Ortsverbindungsstraße von Borlas nach Spechtritz auf Seifersdorfer Gemarkung und überquert den Borlasbach. Noch vor Spechtritz zweigt sie auf eine heutigen Feldweg ab und führt durch den Seifersdorfer Bauernwald hinauf über Felder. Die Alte Meißner Straße vereinigt sich mit der 1839 eröffneten „Spechtritzer Straße“ (heute Feldweg) und führt über den Langegrundbach bis Seifersdorf, wo sie nach Erreichen der „Kleinen Straße“ (einst Salzstraße, heute Bergstraße) im Ort endet.
Dort stand ein im Jahre 1905 abgebildeter, aber schon 1928 entfernter Wegestein aus dem 19. Jahrhundert. Früher ging die Straße weiter oberhalb der Neuen Straße über die Felder durch den Vorderen Grund, das Seifersdorfer Gründel über den Gründelbach bis zur Dippoldiswalder Straße.

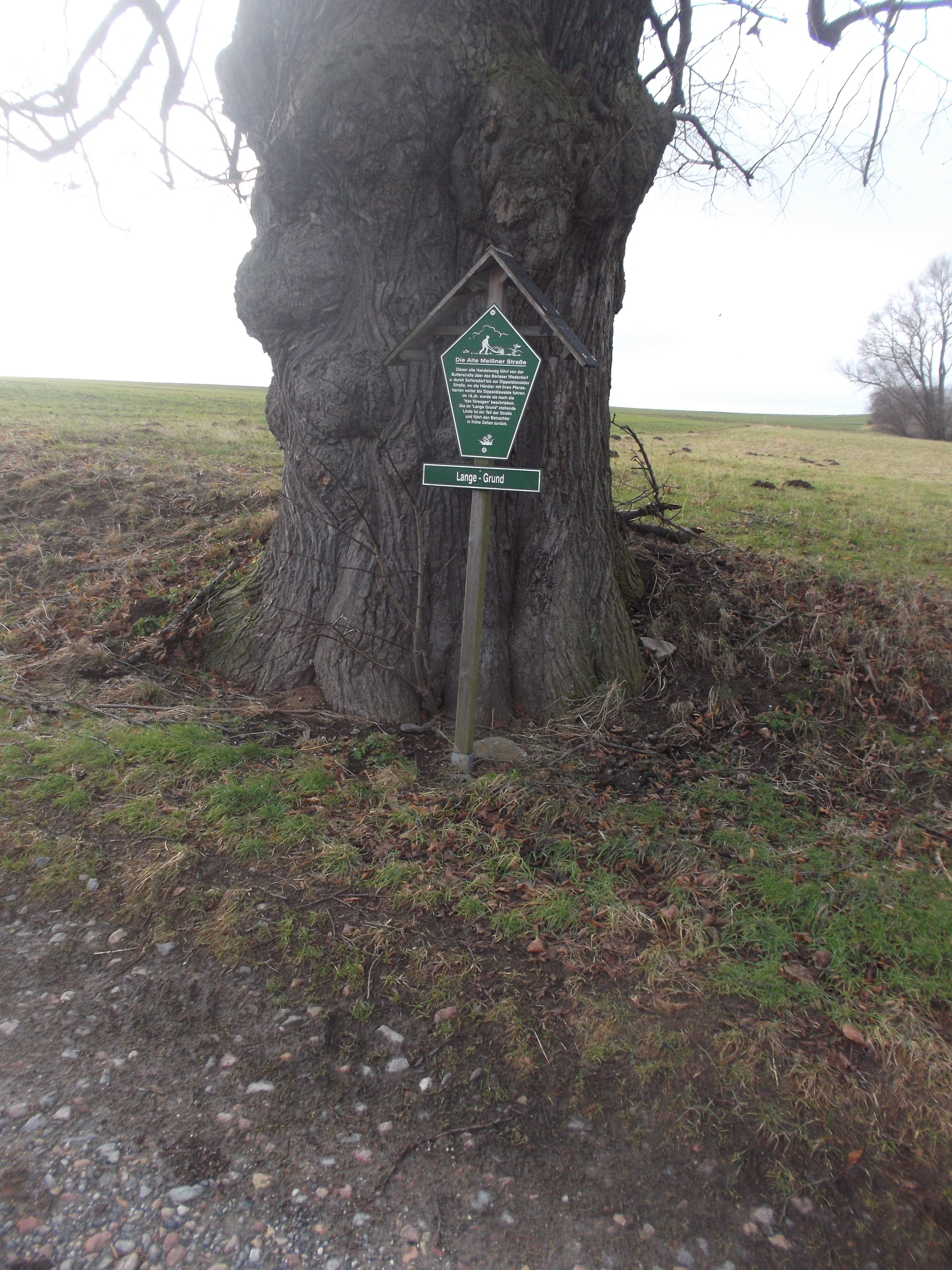
Alte Meißner Straße mit Friedenslinde

Von Borlas bis Seifersdorf ist der gesamte Weg als Wanderweg ausgewiesen, der gleichnamige Straßenabschnitt ist eine Sackgasse.

## Abgehende, querende Wege
- Die Butterstraße am Wegbeginn
- Die Straße von Lübau nach Borlas
- Die Straße von Borlas nach Spechtritz
- Die Spechtritzer Straße von Spechtritz nach Seifersdorf (heute Feldweg)
- Die Bergstraße in Seifersdorf (früher Kleine Straße / Salzstraße)